# Max Schott von Schottenstein

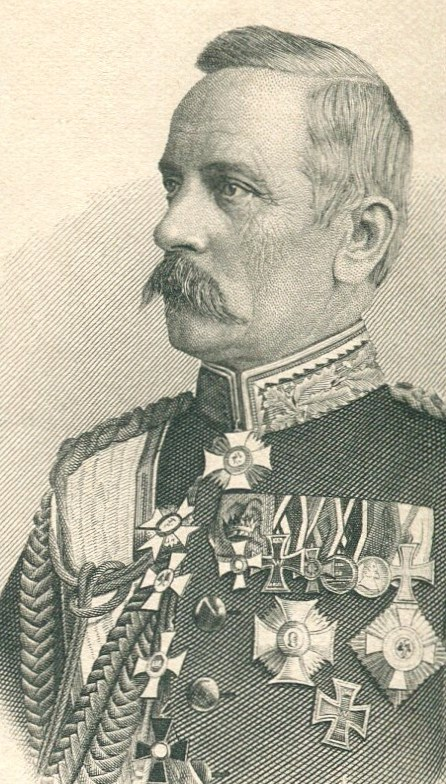
Maximilian Schott von Schottenstein

Maximilian Freiherr Schott von Schottenstein (* 22. November 1836 in Ulm; † 10. August 1917 auf Schloss Schottenstein in Franken) war ein württembergischer General der Infanterie, sowie von 1892 bis 1901 Kriegsminister und von 1900 bis 1901 Ministerpräsident.

## Leben
Schott von Schottenstein war ein Angehöriger des alten fränkischen Adelsgeschlechts gleichen Namens und der Sohn des württembergischen Regierungsdirektors und Landtagsabgeordneten Karl Schott von Schottenstein (1792–1882) und der Luise Jakobine Friederike geb. von Vischer (1803–1849).
Nach dem Besuch des Gymnasiums in Ulm war er von 1851 bis 1855 am evangelisch-theologische Seminar in Maulbronn. Von 1855 bis 1858 durchlief er die Kriegsschule Ludwigsburg und wurde am 20. September 1858 Leutnant im 5. Infanterieregiment der württembergischen Armee. 1861 kam er zum Pionierkorps, wurde 1866 zum Hauptmann befördert und im Jahre 1867 als Referent ins Kriegsministerium versetzt. Im Deutsch-Französischen Krieg war er im Stab der württembergischen Felddivision und somit an den Schlachten von Wörth, Sedan und Villiers sowie an der Belagerung von Paris beteiligt. Im Jahre 1872 wurde er Kompaniechef im Grenadier-Regiment Königin Olga (Nr. 119), 1873 zum Major befördert und 1876 Bataillonschef im Füsilier-Regiment Nr. 122. Seit 1879 Oberstleutnant, war er von 1883 bis 1888 Kommandeur des Grenadierregiments Königin Olga (Nr. 119). Im Jahre 1884 erfolgte seine Beförderung zum Oberst und 1888 zum Generalmajor sowie Kommandeur der 51. Infanterie-Brigade (1. Königlich Württembergische). Im Jahre 1890 wurde er Kommandeur der 30. Division in Straßburg und dort zum Generalleutnant befördert.
Vom 10. Mai 1892 bis 15. April 1901 war er württembergischer Kriegsminister. In seine Amtszeit fiel u. a. die Errichtung des Truppenübungsplatzes in Münsingen. Am 18. April 1896 wurde Schott von Schottenstein von König Wilhelm II. zum General der Infanterie befördert. Nach dem Rücktritt Hermann von Mittnachts als Regierungschef wurde Schott von Schottenstein vom 10. November 1900 bis 15. April 1901 neben seiner Tätigkeit als Kriegsminister auch württembergischer Ministerpräsident. In dieser Zeit war er auch Präsident des Geheimen Rats. Nur wenige Monate als Ministerpräsident im Amt, musste Schott von Schottenstein von seinen Ministerposten zurücktreten, weil er sich als Zeuge in einem Kuppeleiprozess kompromittiert hatte.
Im Ruhestand zog er sich auf das 1888 von ihm erworbene und restaurierte Schlösschen Schottenstein seiner Vorfahren in der Nähe von Coburg zurück.

## Familie
Er heiratete am 19. Juli 1868 in Kassel Ottilie von Ochs (1845–1913), eine Tochter des Generals Carl von Ochs. Das Paar hatte sechs Töchter:
- Klara (* 1869)
- Sophie (* 1871)
- Emma (1872–1946) ⚭ Georg Löffelholz von Colberg (1869–1938), deutscher Generalmajor der Reichswehr
- Olga (* 1876) ⚭ 1897 Karl von Grundherr zu Altenthann und Weiherhaus
- Amelie (* 1880) ⚭ 1905 Friedrich Freiherr Löffelholz von Colberg (1870–1948)
- Ida (1881–1963) ⚭ 1912 Gustav Freiherr von Lindenfels (1873–1950)

## Ehrungen
- 1870/71: Eisernes Kreuz II. Klasse
- 1870/71: Ritterkreuz des Württembergischen Militärverdienstordens
- 1893: Großkreuz des Friedrichs-Ordens[2]
- 1894: Kommenturkreuz des Württembergischen Militärverdienstordens[2]
- 1897: Großkreuz des Ordens der Württembergischen Krone[2]
- 1900: Ehrenbürger seiner Geburtsstadt Ulm